# Pierre Desvages
Pour les articles homonymes, voir Desvages.
Pierre Desvages est un coureur cycliste français, né le 18 avril 1867 au Mesnil-Villeman et mort le 16 janvier 1933 qui a fini 20e du Tour de France 1903. Il fut professionnel de 1903 à 1914 puis en 1919 et 1920.

## Palmarès
- 1919
  - 12e de Bordeaux-Paris[1]

- 1920
  - 7e de Bordeaux-Paris[1]

## Résultats dans le Tour de France
- 1903 : 20e du classement général
- 1904 : abandon (2e étape)
- 1905 : abandon (5e étape)
- 1906 : abandon (1re étape)
- 1907 : abandon (5e étape)
- 1908 : abandon (2e étape)
- 1909 : abandon (6e étape)
- 1910 : abandon (5e étape)